# Marillac-le-Franc
Marillac-le-Franc är en kommun i departementet Charente i regionen Nouvelle-Aquitaine i västra Frankrike. Kommunen ligger  i kantonen La Rochefoucauld som ligger i arrondissementet Angoulême. År 2022 hade Marillac-le-Franc 823 invånare.

## Befolkningsutveckling
Antalet invånare i kommunen Marillac-le-Franc
Referens:INSEE